# سوسک‌های رنگارنگ
سوسک‌های رنگارنگ نام مستعار:کُخ عیدی (نام علمی: Cleridae) نام یک تیره از بالاخانواده رنگارنگ‌واران است. 